# گورستان خانه کت
قبرستان خانه کت مربوط به دوره قاجار است و در شهرستان استهبان، بخش رونیز، دهستان خیر، ابتدای روستای خانه کت، سمت راست جاده واقع شده و این اثر در تاریخ ۱۸ شهریور ۱۳۸۷ با شمارهٔ ثبت ۲۳۴۶۷ به‌عنوان یکی از آثار ملی ایران به ثبت رسیده است.